# یواس‌اس ارهارت (ای‌پی‌دی-۱۱۳)
یواس‌اس ارهارت (ای‌پی‌دی-۱۱۳) (به انگلیسی: USS Earheart (APD-113)) یک کشتی بود که طول آن ۳۰۶ فوت (۹۳ متر) بود. این کشتی در سال ۱۹۴۵ ساخته شد.